# نخل گربه
نخل گربه(نام علمی: Chamaedorea cataractarum) نام یک گونه از تیره نخل است.